# اچ‌ام‌اس میرمیدون (۱۹۰۰)
اچ‌ام‌اس میرمیدون (۱۹۰۰) (به انگلیسی: HMS Myrmidon (1900)) یک کشتی بود که طول آن ۲۱۰ فوت (۶۴ متر) بود. این کشتی در سال ۱۹۰۰ ساخته شد.